# Har Chachlil
Har Chachlil (hebrejsky: הר חכליל) je vrch o nadmořské výšce 403 metrů v jižním Izraeli, v pohoří Harej Ejlat.
Nachází se cca 20 kilometrů severně od města Ejlat, 4 kilometry severozápadně od vesnice Be'er Ora a 5 kilometrů západně od mezistátní hranice mezi Izraelem a Jordánskem. Má podobu výrazného odlesněného skalního masivu, jehož svahy spadají do hlubokých údolí, jimiž protékají vádí. Zejména jde o údolí vádí Nachal Nimra a Nachal Racham na jižní straně a Nachal Nechuštan na straně severní, kde se rozevírá údolí Timna s archeologickými památkami. Krajina v okolí hory je členěna četnými skalnatými vrchy. Na severu je to Har Timna, na severozápadě Har Etek, na západě Har Gadna a na jihu Har Ora. Pouze na východní straně se terén svažuje do příkopové propadliny vádí al-Araba, kterou prochází dálnice číslo 90. Okolí hory je turisticky využíváno. Po jejích svazích vede Izraelská stezka.